# Calluna Heide bei Altenlotheim
Calluna Heide bei Altenlotheim este o arie protejată (arie specială de conservare — SAC, sit de importanță comunitară — SCI) din Germania întinsă pe o suprafață de 3,74 ha, integral pe uscat.

## Localizare
Centrul sitului Calluna Heide bei Altenlotheim este situat la coordonatele 51°07′31″N 8°55′36″E / 51.1253°N 8.9267°E.

## Înființare
Situl Calluna Heide bei Altenlotheim a fost declarat sit de importanță comunitară în noiembrie 2004 pentru a proteja un număr necunoscut de specii din flora spontană și fauna sălbatică aflate în arealul zonei. Situl a fost protejat și ca arie specială de conservare în martie 2008.

## Biodiversitate
Situată în ecoregiunea continentală, aria protejată conține 1 habitat natural: Pajiști uscate europene.
La baza desemnării sitului se află un număr nedeclarat de specii protejate.
Pe lângă speciile protejate, pe teritoriul sitului au mai fost identificate 1 specie de plante.